# Sobór Zmartwychwstania Pańskiego w Borysowie

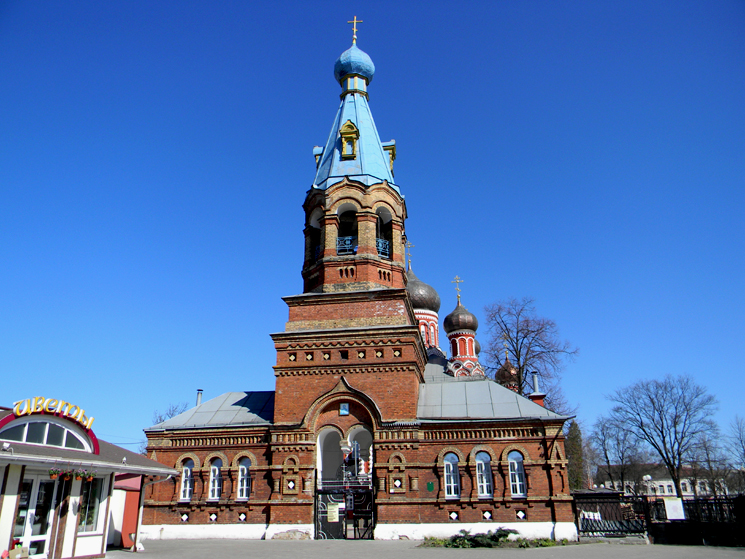
Dzwonnica

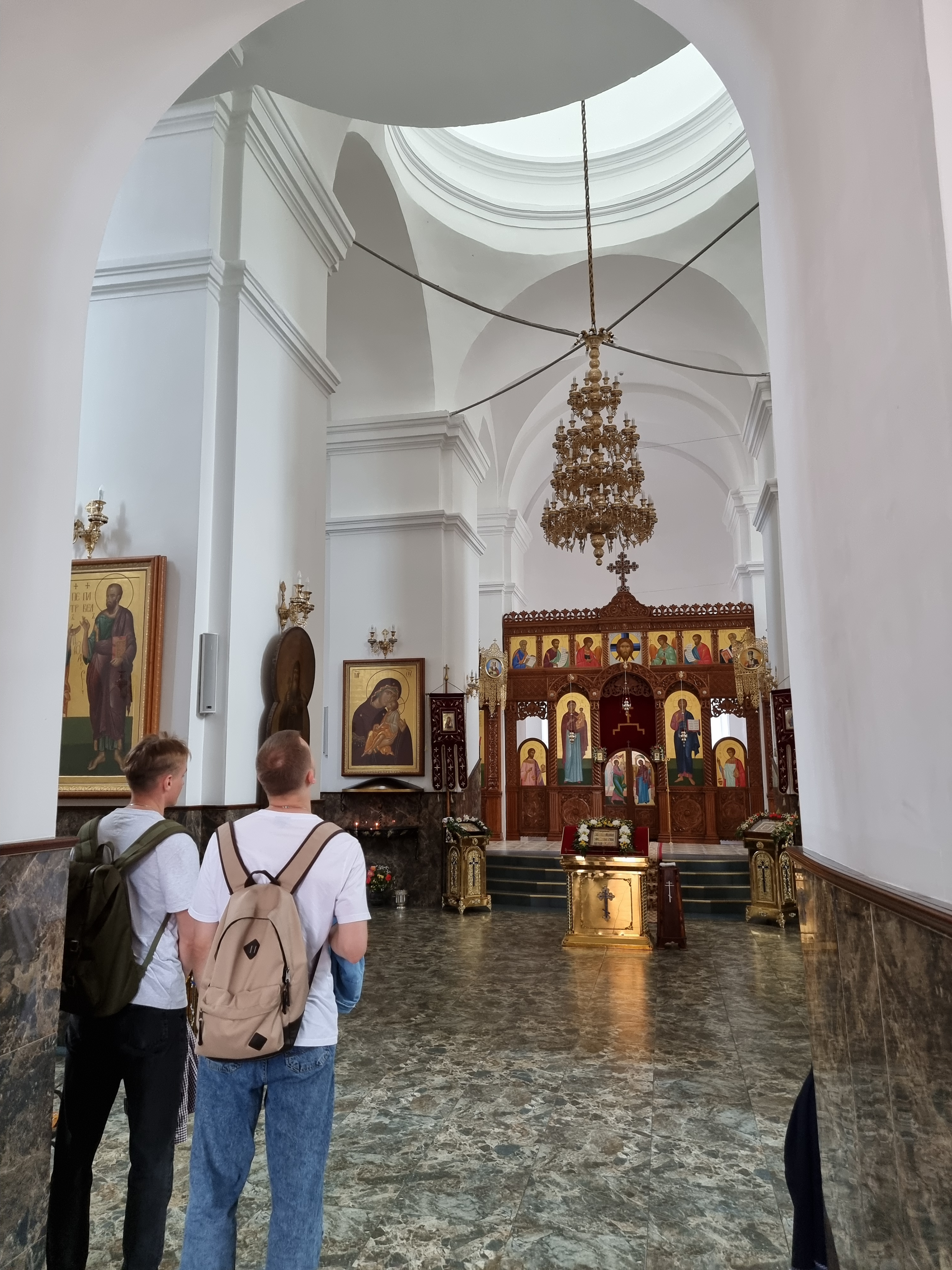
Wnętrze (2022)

Sobór Zmartwychwstania Pańskiego (biał. Сабор Уваскрэшання Гасподняга, ros. Собор Воскресения Господня) – prawosławny sobór katedralny w Borysowie na placu Handlowym.
W czasach I Rzeczypospolitej na miejscu obecnego soboru istniała należąca do unitów drewniana cerkiew Przemienienia Pańskiego z dzwonnicą, ufundowana w latach 1620–1648 przez starostę borysowskiego Ogińskiego. W 1795 władze carskie przekazały świątynię prawosławnym. Podczas wojny 1812 roku cerkiew spłonęła podpalona przez wojska francuskie. W 1815 doszło do jej odnowienia, jednocześnie zmieniono wezwanie na Zmartwychwstania Pańskiego. W 1829 świątynia spróchniała, jednak cztery lata później znów została odnowiona ze środków publicznych, by doszczętnie spłonąć w 1865. 
Obecny murowany sobór zbudowano w 1874 z czerwonej cegły według projektu P. Mierkułowa – władze guberni mińskiej wyłożyły na ten cel 48,8 tys. rubli. Świątynia reprezentuje odłam moskiewsko-jarosławski stylu rosyjsko-bizantyjskiego. Została zaprojektowana na planie krzyża z dziewięcioma kopułami i trzema absydami. W 1907 do cerkwi dostawiono murowaną dzwonnicę zaprojektowaną przez W. Strułowa. W 1901 cerkiew miała prawie 6 tys. parafian z miasta i jego okolic. W 1937 władze sowieckie odebrały sobór wiernym, jednak w 1945 podjęły decyzję o zwróceniu go wspólnocie prawosławnej. 
W latach dziewięćdziesiątych przed świątynią ustawiono pomnik założyciela miasta ks. Borysa Wsiewołodowicza.